# Provincie Šimósa

Mapa japonských provincií se zvýrazněnou provincií Šimósa

Provincie Šimósa (japonsky: 下総国; Šimósa no kuni) byla stará japonská provincie na ostrově Honšú, na jejímž území se dnes rozkládá severní část prefektury Čiba. Dohromady se sousední provincií Kazusa byla rovněž známá pod jménem Sóšú (総州) a samostatně i jako Hokusó (北総). Sousedila s provinciemi Hitači, Kazusa, Kózuke, Musaši a Šimocuke.
Kazusa byla většinou ovládána z hradního města Ótaki, i když staré hlavní město se nacházelo nedaleko Ičihary.
Staré provinční hlavní město se nacházelo v blízkosti dnešní Ičikawy, i když důležitějším centrem bývala Sakura. Provincii Šimósa nebo alespoň její části často ovládali daimjó ze sousedních provincií Musaši nebo Kazusa.